# 구니가미

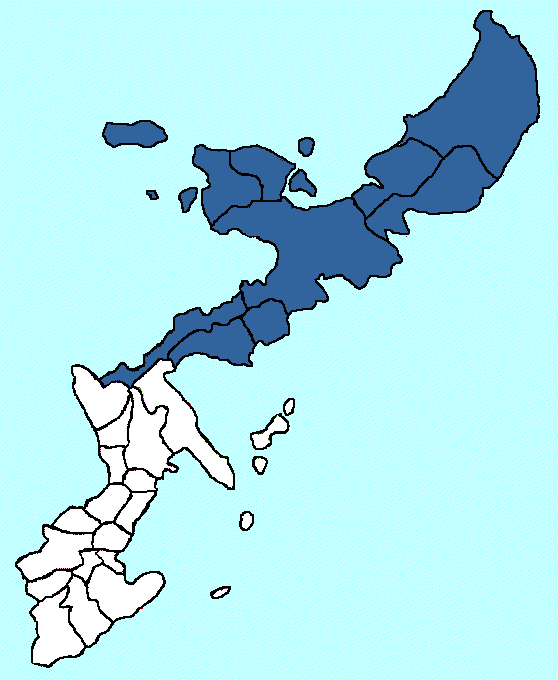
구니가미. 단 이헤야촌과 이제나촌은 지도에 포함되어 있지 않았다.

구니가미(일본어: 国頭, 국두)는 일본 오키나와 제도의 지명으로, 북쪽이 있는 지역을 말한다.